# Казбеки
Казбеки (до 2016 року Куйбишевське) — село Подільської міської громади в Подільському районі Одеської області, Україна. Населення становить близько 45  осіб.

## Історія
19 липня 2020 року, в результаті адміністративно-територіальної реформи і ліквідації Подільського району (1923-2020), село увійшло до складу новоутвореного Подільського району Одеської області.

## Населення
Згідно з переписом УРСР 1989 року чисельність наявного населення села становила 124 особи, з яких 56 чоловіків та 68 жінок.
За переписом населення України 2001 року в селі мешкали 102 особи.

### Мова
Розподіл населення за рідною мовою за даними перепису 2001 року:
| Мова       | Відсоток |
| ---------- | -------- |
| румунська  | 68,63 %  |
| українська | 24,51 %  |
| російська  | 6,86 %   |